# Lista siturilor arheologice din județul Caraș-Severin - G
Lista siturilor arheologice din județul Caraș-Severin - G conține toate siturile arheologice din județul Caraș-Severin înscrise în Repertoriul Arheologic Național (RAN) și aflate în localități al căror nume începe cu litera G. RAN este administrat de Ministerul Culturii și Patrimoniului Național și cuprinde date științifice, cartografice, topografice, imagini și planuri, precum și orice alte informații privitoare la zonele cu potențial arheologic, studiate sau nu, încă existente sau dispărute.
Puteți căuta un sit din localitățile care încep cu litera G folosind formularul de mai jos sau puteți naviga prin toate siturile din județ la Lista siturilor arheologice din județul Caraș-Severin.
| Cod RAN                                  | Denumire | Localitate                           | Adresă                  | Datare                         | Descoperit | Coordonate                                    | Imagine           | Erori            |
| ---------------------------------------- | --- | ------------------------------------ | ----------------------- | ------------------------------ | ---------- | --------------------------------------------- | ----------------- | ---------------- |
| 53942.02.01 (Cod LMI: CS-I-m-B-10830.03) | Situl arheologic de la Gornea - "Țărmuri" / ansamblu anonim (Categorie: locuire civilă) (Tip: Așezare)                           | sat Gornea, comuna Sichevița         | Țărmuri                 |                                |            |                                               | Încărcați imagine | Raportați eroare |
| 53942.02.02 (Cod LMI: CS-I-m-B-10830.02) | Situl arheologic de la Gornea - "Țărmuri" / ansamblu anonim (Categorie: locuire civilă) (Tip: Așezare)                           | sat Gornea, comuna Sichevița         | Țărmuri                 | Basarabi                       |            |                                               | Încărcați imagine | Raportați eroare |
| 53942.02.03 (Cod LMI: CS-I-m-B-10830.01) | Situl arheologic de la Gornea - "Țărmuri" / ansamblu anonim (Categorie: locuire civilă) (Tip: Necropolă)                         | sat Gornea, comuna Sichevița         | Țărmuri                 |                                |            |                                               | Încărcați imagine | Raportați eroare |
| 53942.02.04 (Cod LMI: CS-I-s-B-10830)    | Situl arheologic de la Gornea - "Țărmuri" / ansamblu anonim (Categorie: locuire civilă) (Tip: Așezare)                           | sat Gornea, comuna Sichevița         | Țărmuri                 |                                |            |                                               | Încărcați imagine | Raportați eroare |
| 53942.02.05 (Cod LMI: CS-I-s-B-10830)    | Situl arheologic de la Gornea - "Țărmuri" / ansamblu anonim (Categorie: locuire civilă) (Tip: Așezare)                           | sat Gornea, comuna Sichevița         | Țărmuri                 | romană                         |            |                                               | Încărcați imagine | Raportați eroare |
| 53942.03.01 (Cod LMI: CS-I-m-B-10831.05) | Situl arheologic de la Gornea - "Căunița de Sus" / ansamblu anonim (Categorie: locuire civilă) (Tip: Așezare)                    | sat Gornea, comuna Sichevița         | Căunița de Sus          | Vinča                          |            |                                               | Încărcați imagine | Raportați eroare |
| 53942.03.02 (Cod LMI: CS-I-m-B-10831.04) | Situl arheologic de la Gornea - "Căunița de Sus" / ansamblu anonim (Categorie: locuire civilă) (Tip: Așezare)                    | sat Gornea, comuna Sichevița         | Căunița de Sus          |                                |            |                                               | Încărcați imagine | Raportați eroare |
| 53942.03.03 (Cod LMI: CS-I-m-B-10831.02) | Situl arheologic de la Gornea - "Căunița de Sus" / ansamblu anonim (Categorie: locuire civilă) (Tip: Villa rustica)              | sat Gornea, comuna Sichevița         | Căunița de Sus          | romană sec. II - III           |            |                                               | Încărcați imagine | Raportați eroare |
| 53942.03.04 (Cod LMI: CS-I-m-B-10831.03) | Situl arheologic de la Gornea - "Căunița de Sus" / ansamblu anonim (Categorie: locuire civilă) (Tip: Cuptor de ars cărămizi)     | sat Gornea, comuna Sichevița         | Căunița de Sus          | romană sec. II - III           |            |                                               | Încărcați imagine | Raportați eroare |
| 53942.03.05 (Cod LMI: CS-I-m-B-10831.01) | Situl arheologic de la Gornea - "Căunița de Sus" / ansamblu anonim (Categorie: locuire civilă) (Tip: Necropolă)                  | sat Gornea, comuna Sichevița         | Căunița de Sus          |                                |            |                                               | Încărcați imagine | Raportați eroare |
| 53942.03.06 (Cod LMI: CS-I-s-B-10831)    | Situl arheologic de la Gornea - "Căunița de Sus" / ansamblu anonim (Categorie: locuire civilă) (Tip: Așezare)                    | sat Gornea, comuna Sichevița         | Căunița de Sus          |                                |            |                                               | Încărcați imagine | Raportați eroare |
| 53942.03.07 (Cod LMI: CS-I-s-B-10831)    | Situl arheologic de la Gornea - "Căunița de Sus" / ansamblu anonim (Categorie: locuire civilă) (Tip: Așezare)                    | sat Gornea, comuna Sichevița         | Căunița de Sus          | Starčevo - Criș                |            |                                               | Încărcați imagine | Raportați eroare |
| 53942.04.01 (Cod LMI: CS-I-s-B-10832)    | Castellum romano-bizantin de la Gornea - "Căunița de Jos" / ansamblu anonim (Categorie: locuire militară) (Tip: Castellum)       | sat Gornea, comuna Sichevița         | Căunița de Jos          | romano-bizantină sec. IV - V   |            |                                               | Încărcați imagine | Raportați eroare |
| 53942.04.02 (Cod LMI: CS-I-s-B-10832)    | Castellum romano-bizantin de la Gornea - "Căunița de Jos" / ansamblu anonim (Categorie: locuire militară) (Tip: Așezare)         | sat Gornea, comuna Sichevița         | Căunița de Jos          | Basarabi                       |            |                                               | Încărcați imagine | Raportați eroare |
| 53942.05.01 (Cod LMI: CS-I-s-B-10833)    | Situl arheologic de la Gornea - "Locurile lungi" / ansamblu anonim (Categorie: locuire civilă) (Tip: Așezare)                    | sat Gornea, comuna Sichevița         | Locurile lungi          | Coțofeni                       |            |                                               | Încărcați imagine | Raportați eroare |
| 53942.05.02 (Cod LMI: CS-I-m-B-10833.02) | Situl arheologic de la Gornea - "Locurile lungi" / ansamblu anonim (Categorie: locuire civilă) (Tip: Așezare)                    | sat Gornea, comuna Sichevița         | Locurile lungi          | Starčevo - Criș                |            |                                               | Încărcați imagine | Raportați eroare |
| 53942.05.03 (Cod LMI: CS-I-s-B-10833)    | Situl arheologic de la Gornea - "Locurile lungi" / ansamblu anonim (Categorie: locuire civilă) (Tip: Necropolă)                  | sat Gornea, comuna Sichevița         | Locurile lungi          | romană sec. II-III d. Chr      |            |                                               | Încărcați imagine | Raportați eroare |
| 53942.05.04 (Cod LMI: CS-I-m-B-10833.01) | Situl arheologic de la Gornea - "Locurile lungi" / ansamblu anonim (Categorie: locuire civilă) (Tip: Așezare)                    | sat Gornea, comuna Sichevița         | Locurile lungi          |                                |            |                                               | Încărcați imagine | Raportați eroare |
| 53942.07.01 (Cod LMI: CS-I-m-B-10835)    | Situl arheologic medieval de la Gornea - "Tircheviște" / ansamblu anonim (Categorie: locuire) (Tip: Necropolă)                   | sat Gornea, comuna Sichevița         | Țârcheviște             | sec. XIV - XV                  |            |                                               | Încărcați imagine | Raportați eroare |
| 53942.07.02 (Cod LMI: CS-I-m-B-10835)    | Situl arheologic medieval de la Gornea - "Tircheviște" / ansamblu anonim (Categorie: locuire) (Tip: Așezare)                     | sat Gornea, comuna Sichevița         | Țârcheviște             | sec. XIV - XV                  |            |                                               | Încărcați imagine | Raportați eroare |
| 53942.08.01 (Cod LMI: CS-I-s-B-10836)    | Necropola medievală de la Gornea - "Ogașul lui Udrescu" / ansamblu anonim (Categorie: descoperire funerară) (Tip: Necropolă)     | sat Gornea, comuna Sichevița         | Ogașul lui Udrescu      | sec. X-XI                      |            |                                               | Încărcați imagine | Raportați eroare |
| 53942.09.01 (Cod LMI: CS-I-s-B-10837)    | Situl arheologic de la Gornea - "Vodneac" / ansamblu anonim (Categorie: fortificație) (Tip: Fortificație)                        | sat Gornea, comuna Sichevița         | Vodneac                 | Verbicioara                    |            |                                               | Încărcați imagine | Raportați eroare |
| 53942.09.02 (Cod LMI: CS-I-s-B-10837)    | Situl arheologic de la Gornea - "Vodneac" / ansamblu anonim (Categorie: fortificație) (Tip: neprecizat)                          | sat Gornea, comuna Sichevița         | Vodneac                 |                                |            |                                               | Încărcați imagine | Raportați eroare |
| 53942.09.03 (Cod LMI: CS-I-s-B-10837)    | Situl arheologic de la Gornea - "Vodneac" / ansamblu anonim (Categorie: fortificație) (Tip: neprecizat)                          | sat Gornea, comuna Sichevița         | Vodneac                 |                                |            |                                               | Încărcați imagine | Raportați eroare |
| 53942.10.01 (Cod LMI: CS-I-m-B-10838.01) | Situl arheologic de la Gornea - "Zomonița" / ansamblu anonim (Categorie: locuire civilă) (Tip: Așezare)                          | sat Gornea, comuna Sichevița         | Zomonița                | sec. IX-XII                    |            |                                               | Încărcați imagine | Raportați eroare |
| 53942.10.02 (Cod LMI: CS-I-m-B-10838.03) | Situl arheologic de la Gornea - "Zomonița" / ansamblu anonim (Categorie: locuire civilă) (Tip: Așezare)                          | sat Gornea, comuna Sichevița         | Zomonița                | sec. VIII - IX                 |            |                                               | Încărcați imagine | Raportați eroare |
| 53942.10.03 (Cod LMI: CS-I-m-B-10838.02) | Situl arheologic de la Gornea - "Zomonița" / ansamblu anonim (Categorie: locuire civilă) (Tip: Necropolă)                        | sat Gornea, comuna Sichevița         | Zomonița                | sec. VIII - IX                 |            |                                               | Încărcați imagine | Raportați eroare |
| 53942.10.04 (Cod LMI: CS-I-s-B-10838)    | Situl arheologic de la Gornea - "Zomonița" / ansamblu anonim (Categorie: locuire civilă) (Tip: Necropolă)                        | sat Gornea, comuna Sichevița         | Zomonița                | sec. IX-XII                    |            |                                               | Încărcați imagine | Raportați eroare |
| 51323.01.01                              | Așezarea neolitică de la Gârbovăț - ,,Dealul Anghel / ansamblu anonim (Categorie: locuire civilă) (Tip: Așezare)                 | sat Gărbovăț, comuna Bănia           | Dealul Anghel           |                                |            |                                               | Încărcați imagine | Raportați eroare |
| 51323.02.01                              | Așezarea de la Gârbovăț - ,,Săliște / ansamblu anonim (Categorie: locuire civilă) (Tip: Așezare)                                 | sat Gărbovăț, comuna Bănia           | Săliște                 |                                |            |                                               | Încărcați imagine | Raportați eroare |
| 51323.03.01                              | Așezările din epoca romană de la Gârbovăț - ,,Arșiță, Gai, Pustă / ansamblu anonim (Categorie: locuire civilă) (Tip: Așezare)    | sat Gărbovăț, comuna Bănia           | Arșiță, Gai, Pustă      | romană sec. III-IV d. Chr      |            |                                               | Încărcați imagine | Raportați eroare |
| 52981.01.01                              | Peștera Gaura lui Ecob / ansamblu anonim (Categorie: locuire civilă) (Tip: Așezare în peșteră)                                   | sat Gârliște, comuna Goruia          |                         | vaselor cu toarte pastilate    |            |                                               | Încărcați imagine | Raportați eroare |
| 52981.01.02                              | Peștera Gaura lui Ecob / ansamblu anonim (Categorie: locuire civilă) (Tip: Așezare în peșteră)                                   | sat Gârliște, comuna Goruia          |                         | Coțofeni                       |            |                                               | Încărcați imagine | Raportați eroare |
| 52981.01.03                              | Peștera Gaura lui Ecob / ansamblu anonim (Categorie: locuire civilă) (Tip: Așezare în peșteră)                                   | sat Gârliște, comuna Goruia          |                         |                                |            |                                               | Încărcați imagine | Raportați eroare |
| 52981.01.04                              | Peștera Gaura lui Ecob / ansamblu anonim (Categorie: locuire civilă) (Tip: Așezare în peșteră)                                   | sat Gârliște, comuna Goruia          |                         | dacică                         |            |                                               | Încărcați imagine | Raportați eroare |
| 52981.02.01                              | Peștera cu Apă din Cheile Gârliștei / ansamblu anonim (Categorie: locuire civilă) (Tip: Așezare în peșteră)                      | sat Gârliște, comuna Goruia          |                         | Coțofeni                       |            |                                               | Încărcați imagine | Raportați eroare |
| 52981.03.01                              | Peștera Grădinca de la Gârliște / ansamblu anonim (Categorie: locuire civilă) (Tip: Așezare în peșteră)                          | sat Gârliște, comuna Goruia          |                         |                                |            |                                               | Încărcați imagine | Raportați eroare |
| 52981.04.01                              | Așezarea romană de la Gârliște - ,,Dric / ansamblu anonim (Categorie: locuire civilă) (Tip: Așezare)                             | sat Gârliște, comuna Goruia          | Dric                    | sec. III-IV d. Chr             |            |                                               | Încărcați imagine | Raportați eroare |
| 51537.01.01                              | Situl arheologic de la Gherteniș - ,,Dealul Viilor / ansamblu anonim (Categorie: locuire civilă) (Tip: Așezare)                  | sat Gherteniș, comuna Berzovia       | Dealul Viilor           |                                |            |                                               | Încărcați imagine | Raportați eroare |
| 51537.01.02                              | Situl arheologic de la Gherteniș - ,,Dealul Viilor / ansamblu anonim (Categorie: locuire civilă) (Tip: Așezare)                  | sat Gherteniș, comuna Berzovia       | Dealul Viilor           | romană sec. III-IV d. Chr      |            |                                               | Încărcați imagine | Raportați eroare |
| 51537.01.03                              | Situl arheologic de la Gherteniș - ,,Dealul Viilor / ansamblu anonim (Categorie: locuire civilă) (Tip: Așezare)                  | sat Gherteniș, comuna Berzovia       | Dealul Viilor           | sec. XIV d. Chr                |            |                                               | Încărcați imagine | Raportați eroare |
| 51537.02.01                              | Așezarea romană de la Gherteniș - ,,Făitălanu (Mare) / ansamblu anonim (Categorie: locuire civilă) (Tip: Așezare)                | sat Gherteniș, comuna Berzovia       | Făitălanu (Mare),       | romană sec. III-IV d. Chr      |            |                                               | Încărcați imagine | Raportați eroare |
| 51537.03.01                              | Situl arheologic de la Gherteniș - ,,Goru / ansamblu anonim (Categorie: locuire civilă) (Tip: Așezare)                           | sat Gherteniș, comuna Berzovia       | Goru                    | romană sec. III-IV d. Chr      |            |                                               | Încărcați imagine | Raportați eroare |
| 51537.03.02                              | Situl arheologic de la Gherteniș - ,,Goru / ansamblu anonim (Categorie: locuire civilă) (Tip: Așezare)                           | sat Gherteniș, comuna Berzovia       | Goru                    | sec. XIV-XV d.Chr              |            |                                               | Încărcați imagine | Raportați eroare |
| 51537.04.01                              | Așezarea romană de la Gherteniș - ,,Zăton / ansamblu anonim (Categorie: locuire civilă) (Tip: Așezare)                           | sat Gherteniș, comuna Berzovia       | Zăton                   | romană sec. III-IV d. Chr      |            |                                               | Încărcați imagine | Raportați eroare |
| 52972.01.01                              | Depozitul de bronzuri de la Giurgiova / ansamblu anonim (Categorie: depozit/tezaur) (Tip: Depozit)                               | sat Giurgiova, comuna Goruia         |                         |                                | 1957       |                                               | Încărcați imagine | Raportați eroare |
| 52972.02.01                              | Așezarea hallstattiană de la Giurgiova - ,,Valea Carașului / ansamblu anonim (Categorie: locuire civilă) (Tip: Așezare)          | sat Giurgiova, comuna Goruia         | Valea Carașului         |                                | 1966       |                                               | Încărcați imagine | Raportați eroare |
| 52972.03.01                              | Așezarea romană de la Giurgiova - ,,Dric / ansamblu anonim (Categorie: locuire civilă) (Tip: Așezare)                            | sat Giurgiova, comuna Goruia         | Dric                    | romană sec. III-IV d. Chr      |            |                                               | Încărcați imagine | Raportați eroare |
| 53041.01.01                              | Depozitele de bronzuri de la Globu Craiovei - ,,Cheia Globului / ansamblu anonim (Categorie: depozit/tezaur) (Tip: Depozit)      | sat Globu Craiovei, comuna Iablanița | Cheia Globului          |                                |            |                                               | Încărcați imagine | Raportați eroare |
| 51779.01.01                              | Tezaurul roman de la Goleț / ansamblu anonim (Categorie: depozit/tezaur) (Tip: tezaur)                                           | sat Goleț, comuna Bucoșnița          |                         | romană                         | 1840       |                                               | Încărcați imagine | Raportați eroare |
| 53942.11.01                              | Așezarea paleolitică de la Gornea - ,,Dealul Căuniței / ansamblu anonim (Categorie: locuire civilă) (Tip: Așezare)               | sat Gornea, comuna Sichevița         | Dealul Căuniței         | Musterian                      |            |                                               | Încărcați imagine | Raportați eroare |
| 53942.12.01                              | Peștera Păzăriște de la Gornea / ansamblu anonim (Categorie: locuire civilă) (Tip: Așezare)                                      | sat Gornea, comuna Sichevița         | Păzăriște               |                                |            |                                               | Încărcați imagine | Raportați eroare |
| 53942.12.02                              | Peștera Păzăriște de la Gornea / ansamblu anonim (Categorie: locuire civilă) (Tip: Așezare)                                      | sat Gornea, comuna Sichevița         | Păzăriște               |                                |            |                                               | Încărcați imagine | Raportați eroare |
| 53942.12.03                              | Peștera Păzăriște de la Gornea / ansamblu anonim (Categorie: locuire civilă) (Tip: Așezare)                                      | sat Gornea, comuna Sichevița         | Păzăriște               |                                |            |                                               | Încărcați imagine | Raportați eroare |
| 53942.13.01                              | Așezarea de la Gornea - ,,Ogașul Padina cu Spini / ansamblu anonim (Categorie: locuire civilă) (Tip: Așezare)                    | sat Gornea, comuna Sichevița         | Ogașul Padina cu Spini  | dacică                         |            |                                               | Încărcați imagine | Raportați eroare |
| 53942.13.02                              | Așezarea de la Gornea - ,,Ogașul Padina cu Spini / ansamblu anonim (Categorie: locuire civilă) (Tip: Mină)                       | sat Gornea, comuna Sichevița         | Ogașul Padina cu Spini  |                                |            |                                               | Încărcați imagine | Raportați eroare |
| 53942.14.01                              | Așezarea de la Gornea - ,,Cărămidărie / ansamblu anonim (Categorie: locuire civilă) (Tip: Așezare)                               | sat Gornea, comuna Sichevița         | Cărămidărie             | Starčevo - Criș                |            |                                               | Încărcați imagine | Raportați eroare |
| 53942.14.02                              | Așezarea de la Gornea - ,,Cărămidărie / ansamblu anonim (Categorie: locuire civilă) (Tip: Mormânt)                               | sat Gornea, comuna Sichevița         | Cărămidărie             | Starčevo - Criș                |            |                                               | Încărcați imagine | Raportați eroare |
| 53942.15.01                              | Situl arheologic de la Gornea - ,,Pod Păzăriște / ansamblu anonim (Categorie: locuire civilă) (Tip: Așezare)                     | sat Gornea, comuna Sichevița         | Pod Păzăriște           |                                |            |                                               | Încărcați imagine | Raportați eroare |
| 53942.15.02                              | Situl arheologic de la Gornea - ,,Pod Păzăriște / ansamblu anonim (Categorie: locuire civilă) (Tip: Așezare)                     | sat Gornea, comuna Sichevița         | Pod Păzăriște           | Basarabi                       |            |                                               | Încărcați imagine | Raportați eroare |
| 53942.15.03                              | Situl arheologic de la Gornea - ,,Pod Păzăriște / ansamblu anonim (Categorie: locuire civilă) (Tip: Cuptor de redus minereul)    | sat Gornea, comuna Sichevița         | Pod Păzăriște           | sec. IX-X d. Chr               |            |                                               | Încărcați imagine | Raportați eroare |
| 53942.15.04                              | Situl arheologic de la Gornea - ,,Pod Păzăriște / ansamblu anonim (Categorie: locuire civilă) (Tip: Necropolă)                   | sat Gornea, comuna Sichevița         | Pod Păzăriște           |                                |            |                                               | Încărcați imagine | Raportați eroare |
| 53942.16.01                              | Turnurile de observație de la Gornea - ,,Dealul Stenca / ansamblu anonim (Categorie: fortificație) (Tip: Turn de observație)     | sat Gornea, comuna Sichevița         | Dealul Stenca           |                                |            |                                               | Încărcați imagine | Raportați eroare |
| 53942.16.02                              | Turnurile de observație de la Gornea - ,,Dealul Stenca / ansamblu anonim (Categorie: fortificație) (Tip: Morminte)               | sat Gornea, comuna Sichevița         | Dealul Stenca           |                                |            |                                               | Încărcați imagine | Raportați eroare |
| 53942.17.01                              | Așezarea medievală de la Gornea - ,,Cotul Tomii / ansamblu anonim (Categorie: locuire civilă) (Tip: Așezare)                     | sat Gornea, comuna Sichevița         | Cotul Tomii             |                                |            |                                               | Încărcați imagine | Raportați eroare |
| 53942.18.01                              | Peștera de la Gornea - ,,Țârcheviște / ansamblu anonim (Categorie: locuire civilă) (Tip: Așezare în peșteră)                     | sat Gornea, comuna Sichevița         | Țârcheviște             |                                |            |                                               | Încărcați imagine | Raportați eroare |
| 53942.19.01                              | Așezarea Basarabi de la Gornea - ,,Sub Bișteg / ansamblu anonim (Categorie: locuire civilă) (Tip: Așezare)                       | sat Gornea, comuna Sichevița         | Sub Bișteg              | Basarabi                       |            |                                               | Încărcați imagine | Raportați eroare |
| 53942.20.01                              | Așezarea de la Gornea - ,,Pe Vale / ansamblu anonim (Categorie: locuire civilă) (Tip: Așezare)                                   | sat Gornea, comuna Sichevița         | Pe Vale                 |                                |            |                                               | Încărcați imagine | Raportați eroare |
| 53942.21.01                              | Valul de pământ de la Gornea - ,,Greda Înaltă / ansamblu anonim (Categorie: fortificație) (Tip: Val de pământ)                   | sat Gornea, comuna Sichevița         | Greda Înaltă            |                                |            |                                               | Încărcați imagine | Raportați eroare |
| 53942.22.01                              | Situl arheologic de la Gornea - ,,Grădina lui Fener Moser / ansamblu anonim (Categorie: locuire civilă) (Tip: Așezare)           | sat Gornea, comuna Sichevița         | Grădina lui Fener Moser |                                |            |                                               | Încărcați imagine | Raportați eroare |
| 53942.22.02                              | Situl arheologic de la Gornea - ,,Grădina lui Fener Moser / ansamblu anonim (Categorie: locuire civilă) (Tip: Așezare)           | sat Gornea, comuna Sichevița         | Grădina lui Fener Moser |                                |            |                                               | Încărcați imagine | Raportați eroare |
| 53942.23.01                              | Așezarea dacică de la Gornea - ,,Juburovăț / ansamblu anonim (Categorie: locuire civilă) (Tip: Așezare)                          | sat Gornea, comuna Sichevița         | Juburovăț               | dacică                         |            |                                               | Încărcați imagine | Raportați eroare |
| 53942.24.01                              | Necropola de la Gornea - ,,La Brânzei / ansamblu anonim (Categorie: descoperire funerară) (Tip: necropolă)                       | sat Gornea, comuna Sichevița         | La Brânzei              |                                |            |                                               | Încărcați imagine | Raportați eroare |
| 53942.25.01                              | Așezarea medievală de la Gornea - ,,Ogașul lui Sau / ansamblu anonim (Categorie: locuire civilă) (Tip: Așezare)                  | sat Gornea, comuna Sichevița         | Ogașul lui Sau          |                                |            |                                               | Încărcați imagine | Raportați eroare |
| 53942.26.01                              | Așezarea din epoca bronzului de la Gornea - ,,Sălașul lui Ion Sârbu / ansamblu anonim (Categorie: locuire civilă) (Tip: Așezare) | sat Gornea, comuna Sichevița         | Sălașul lui Ion Sârbu   |                                |            |                                               | Încărcați imagine | Raportați eroare |
| 53942.27.01                              | Situl arheologic de la Gornea - ,,Drăghina / ansamblu anonim (Categorie: locuire civilă) (Tip: Așezare)                          | sat Gornea, comuna Sichevița         | Drăghina                | romană                         |            |                                               | Încărcați imagine | Raportați eroare |
| 53942.27.02                              | Situl arheologic de la Gornea - ,,Drăghina / ansamblu anonim (Categorie: locuire civilă) (Tip: Așezare)                          | sat Gornea, comuna Sichevița         | Drăghina                |                                |            |                                               | Încărcați imagine | Raportați eroare |
| 53942.28.01                              | Mormintele tumulare de la Gornea - ,,Bulfecea / ansamblu anonim (Categorie: descoperire funerară) (Tip: Necropolă tumulară)      | sat Gornea, comuna Sichevița         | Bulfecea                | Coțofeni                       |            |                                               | Încărcați imagine | Raportați eroare |
| 53942.29.01                              | Situl arheologic de la Gornea - ,,Gavrina / ansamblu anonim (Categorie: locuire civilă) (Tip: Așezare)                           | sat Gornea, comuna Sichevița         | Gavrina                 |                                |            |                                               | Încărcați imagine | Raportați eroare |
| 53942.29.02                              | Situl arheologic de la Gornea - ,,Gavrina / ansamblu anonim (Categorie: locuire civilă) (Tip: Așezare)                           | sat Gornea, comuna Sichevița         | Gavrina                 |                                |            |                                               | Încărcați imagine | Raportați eroare |
| 53942.29.03                              | Situl arheologic de la Gornea - ,,Gavrina / ansamblu anonim (Categorie: locuire civilă) (Tip: biserică)                          | sat Gornea, comuna Sichevița         | Gavrina                 |                                |            |                                               | Încărcați imagine | Raportați eroare |
| 53942.29.04                              | Situl arheologic de la Gornea - ,,Gavrina / ansamblu anonim (Categorie: locuire civilă) (Tip: Cimitir)                           | sat Gornea, comuna Sichevița         | Gavrina                 |                                |            |                                               | Încărcați imagine | Raportați eroare |
| 53942.30                                 | Așezarea din epoca bronzului de la Gornea - ,,Șumița (Categorie: locuire civilă) (Tip: așezare)                                  | sat Gornea, comuna Sichevița         | Șumița                  |                                |            |                                               | Încărcați imagine | Raportați eroare |
| 53942.30.01                              | Așezarea din epoca bronzului de la Gornea - ,,Șumița / ansamblu anonim (Categorie: locuire civilă) (Tip: Așezare)                | sat Gornea, comuna Sichevița         | Șumița                  |                                |            |                                               | Încărcați imagine | Raportați eroare |
| 53942.31.01                              | Tezaurul monetar de la Gornea / ansamblu anonim (Categorie: depozit/tezaur) (Tip: tezaur)                                        | sat Gornea, comuna Sichevița         |                         | romană                         |            |                                               | Încărcați imagine | Raportați eroare |
| 53942.32.01                              | Drumul roman de la Gornea / ansamblu anonim (Categorie: construcție) (Tip: Drum)                                                 | sat Gornea, comuna Sichevița         |                         | romană                         |            |                                               | Încărcați imagine | Raportați eroare |
| 53005.01.01                              | Așezarea daco-romană de la Grădinari - ,,Săliște / ansamblu anonim (Categorie: locuire civilă) (Tip: Așezare)                    | sat Grădinari, comuna Grădinari      | Săliște                 | daco-romană sec. III-IV d. Chr |            |                                               | Încărcați imagine | Raportați eroare |
| 53014.02.01                              | Așezarea hallstattiană de la Grădinari - ,,Obroace / ansamblu anonim (Categorie: locuire civilă) (Tip: Așezare)                  | sat Greoni, comuna Grădinari         | Obroace                 | Basarabi                       |            |                                               | Încărcați imagine | Raportați eroare |
| 53014.03.01                              | Așezarea daco-romană de la Grădinari - ,,Valea Budovița / ansamblu anonim (Categorie: locuire civilă) (Tip: Așezare)             | sat Greoni, comuna Grădinari         | Valea Budovița          | daco-romană sec. III-IV d. Chr |            |                                               | Încărcați imagine | Raportați eroare |
| 53014.04.01                              | Grupul de tumuli hallstattieni de la Greoni / ansamblu anonim (Categorie: descoperire funerară) (Tip: Grup de tumuli)            | sat Greoni, comuna Grădinari         |                         |                                |            |                                               | Încărcați imagine | Raportați eroare |
| 53942.01.01 (Cod LMI: CS-I-m-A-10829.03) | Situl arheologic de la Gornea - "Dealul Păzăriște" / ansamblu anonim (Categorie: locuire) (Tip: Fortificație de pământ)          | sat Gornea, comuna Sichevița         | Dealul Păzăriște        | Vatina                         |            | 44°40′05″N 21°52′07″E / 44.66806°N 21.86861°E | Încărcați imagine | Raportați eroare |
| 53942.01.02 (Cod LMI: CS-I-s-A-10829)    | Situl arheologic de la Gornea - "Dealul Păzăriște" / ansamblu anonim (Categorie: locuire) (Tip: Așezare)                         | sat Gornea, comuna Sichevița         | Dealul Păzăriște        | sec. IX-XI                     |            | 44°40′05″N 21°52′07″E / 44.66806°N 21.86861°E | Încărcați imagine | Raportați eroare |
| 53942.01.03 (Cod LMI: CS-I-m-A-10829.01) | Situl arheologic de la Gornea - "Dealul Păzăriște" / ansamblu anonim (Categorie: locuire) (Tip: Necropolă)                       | sat Gornea, comuna Sichevița         | Dealul Păzăriște        | sec. IX - XI                   |            | 44°40′05″N 21°52′07″E / 44.66806°N 21.86861°E | Încărcați imagine | Raportați eroare |
| 53942.01.04 (Cod LMI: CS-I-m-A-10829.02) | Situl arheologic de la Gornea - "Dealul Păzăriște" / ansamblu anonim (Categorie: locuire) (Tip: Așezare)                         | sat Gornea, comuna Sichevița         | Dealul Păzăriște        |                                |            | 44°40′05″N 21°52′07″E / 44.66806°N 21.86861°E | Încărcați imagine | Raportați eroare |
| 53942.01.05 (Cod LMI: CS-I-s-A-10829)    | Situl arheologic de la Gornea - "Dealul Păzăriște" / ansamblu anonim (Categorie: locuire) (Tip: Mină)                            | sat Gornea, comuna Sichevița         | Dealul Păzăriște        |                                |            | 44°40′05″N 21°52′07″E / 44.66806°N 21.86861°E | Încărcați imagine | Raportați eroare |
| 53942.01.06 (Cod LMI: CS-I-s-A-10829)    | Situl arheologic de la Gornea - "Dealul Păzăriște" / ansamblu anonim (Categorie: locuire) (Tip: Depozit)                         | sat Gornea, comuna Sichevița         | Dealul Păzăriște        |                                |            | 44°40′05″N 21°52′07″E / 44.66806°N 21.86861°E | Încărcați imagine | Raportați eroare |
| 53005.03 (Cod LMI: CS-II-m-B-11120)      | Turn clopotniță de la Grădinari / ansamblu anonim (Categorie: structură de cult/religioasă)                                      | sat Grădinari, comuna Grădinari      |                         |                                |            |                                               | Încărcați imagine | Raportați eroare |
| 53005.03.01 (Cod LMI: CS-II-m-B-11120)   | Turn clopotniță de la Grădinari / ansamblu anonim (Categorie: structură de cult/religioasă) (Tip: Clopotniță)                    | sat Grădinari, comuna Grădinari      |                         |                                |            |                                               | Încărcați imagine | Raportați eroare |
| 53005.02 (Cod LMI: CS-II-m-B-11121)      | Pod de piatră de la Grădinari / ansamblu anonim (Categorie: construcție)                                                         | sat Grădinari, comuna Grădinari      |                         |                                |            |                                               | Încărcați imagine | Raportați eroare |
| 53005.02.01 (Cod LMI: CS-II-m-B-11121)   | Pod de piatră de la Grădinari / ansamblu anonim (Categorie: construcție) (Tip: Pod)                                              | sat Grădinari, comuna Grădinari      |                         |                                |            |                                               | Încărcați imagine | Raportați eroare |
| 51537.05.01                              | Așezarea de epocă romană de la Gherteniș-Pătruieni / ansamblu anonim (Categorie: locuire) (Tip: așezare)                         | sat Gherteniș, comuna Berzovia       | Pătruieni               | romană sec.III-IV d.Chr.       |            |                                               | Încărcați imagine | Raportați eroare |
| 52972.04.01                              | Așezarea hallstattiană de la Giurgiova-La Cruce / ansamblu anonim (Categorie: locuire) (Tip: așezare)                            | sat Giurgiova, comuna Goruia         | La Cruce                |                                |            |                                               | Încărcați imagine | Raportați eroare |
| 53005.04.01                              | Așezarea hallstattiana de la Grădinari-Obroace / ansamblu anonim (Categorie: locuire) (Tip: așezare)                             | sat Grădinari, comuna Grădinari      | Obroace                 | Basarabi                       |            |                                               | Încărcați imagine | Raportați eroare |
| 53005.05.01                              | Situl arheologic de la Gradinari-Săliște / ansamblu anonim (Categorie: locuire) (Tip: așezare)                                   | sat Grădinari, comuna Grădinari      | Săliște                 | sec.III-IV d.Chr.              |            |                                               | Încărcați imagine | Raportați eroare |
| 53005.05.02                              | Situl arheologic de la Gradinari-Săliște / ansamblu anonim (Categorie: locuire) (Tip: Locuire)                                   | sat Grădinari, comuna Grădinari      | Săliște                 | sec.III-IV d.Chr.              |            |                                               | Încărcați imagine | Raportați eroare |
| 53014.01.01 (Cod LMI: CS-I-m-B-10839.01) | Așezarea romană de la Greoni - "Săliște" / ansamblu anonim (Categorie: locuire civilă) (Tip: Așezare rurală)                     | sat Greoni, comuna Grădinari         | Săliște                 | daco-romană sec. III - IV      |            |                                               | Încărcați imagine | Raportați eroare |
| 53014.01.02 (Cod LMI: CS-I-m-B-10839.02) | Așezarea romană de la Greoni - "Săliște" / ansamblu anonim (Categorie: locuire civilă) (Tip: Așezare rurală)                     | sat Greoni, comuna Grădinari         | Săliște                 | romană                         |            |                                               | Încărcați imagine | Raportați eroare |
| 53942.06.01 (Cod LMI: CS-I-s-B-10834)    | Așezarea Coțofeni de la Gornea - "Bișteg" / ansamblu anonim (Categorie: locuire civilă) (Tip: Așezare)                           | sat Gornea, comuna Sichevița         | Bișteg                  | Coțofeni                       |            |                                               | Încărcați imagine | Raportați eroare |